# Рукавишниково
Рукави́шниково (рос. Рукавишниково) — присілок у складі Великоустюзького району Вологодської області, Росія. Входить до складу Зарічного сільського поселення.

## Населення
Населення — 29 осіб (2010; 43 у 2002).
Національний склад (станом на 2002 рік):
- росіяни — 100 %